# Fagiolo di Cortale
Il fagiolo di Cortale è rappresentato da cinque varietà di fagiolo tipiche coltivate nel comune calabrese di Cortale e in alcuni paesi limitrofi (Maida, Jacurso e San Pietro a Maida), in Calabria.
Le cultivar sono comprese nell'elenco dei presidi Slow Food.

## Le cinque varietà

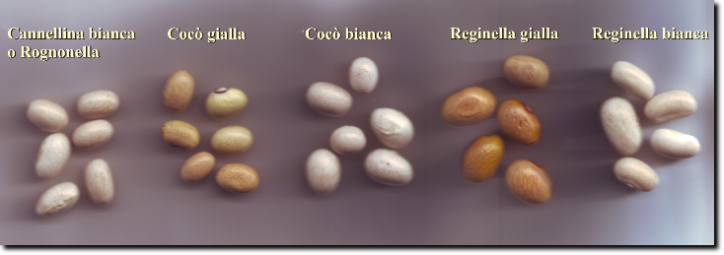
Le cinque varietà di fagiolo di Cortale

- Reginella bianca detta "ammalatèddha", si tratta della varietà più delicata. Non a caso il significato della denominazione dialettale locale in italiano significa appunto "ammalata".
- Reginetta gialla
- Cannellina bianca conosciuta nel dialetto locale anche come "rognonella" per via della forma simile a quella di un rene.
- Cocò gialla detta anche "limunìdu"
- Cocò bianca

## Storia
Il riconoscimento della particolare qualità del fagiolo prodotto a Cortale risale alla nota inchiesta parlamentare Jacini condotta e diretta dal senatore Stefano Jacini dal 1877 al 1886 con lo scopo di esaminare e catalogare le tecniche agricolturali in relazione ai contesti sociali dell'Italia post-unitaria. Le conclusioni dell'inchiesta non furono produttive e le informazioni ottenute rivelarono le piaghe sociali drammatiche del tempo, come la malnutrizione, la malaria e l'estrema povertà dei contadini italiani. 
In occasione di questa infruttuosa inchiesta emerse un dato interessante riguardante i prodotti della terra di Cortale: patate e fagioli. In merito a quest'ultimi il senatore Jacini scriveva: "Si coltivano, con risultato tale da permetterne l’esportazione nei paesi vicini, le patate ed una quantità di fagioli bianchi, chiamati volgarmente rognone, che sono di sapore squisito e di facile cottura."
A descrivere in modo più dettagliato i fagioli di Cortale ed il contesto culturale è il senatore Andrea Cefaly che nelle sue memorie scrive: “Il contadino coltivatore di questo mandamento (…) si ciba di solo pane di granone ed alla sera mangia in seno alla sua famiglia una minestra di erbe e per lo più di patate o fagiuoli – un terzo di chilo – con scarsissimo o nessun condimento”. Emerge da queste parole lo stato in cui si viveva nell'Italia post-unitaria il meridione ed il suo entroterra.
Il fagiolo di Cortale è stato riconosciuto come Denominazione Comunale d'Origine, con delibera comunale in data 13 dicembre 2013 all'unanimità.
Nel dicembre 2020 è stato riconosciuto come presidio da Slow Food grazie al supporto dell'amministrazione comunale in carica guidata dall'agronomo Francesco Scalfaro. Nel 2021 per la prima volta è stato proposto durante la manifestazione Slow Beans, ottenendo un interessante apprezzamento e vincendo il premio della categoria "Carattere".

## Caratteristiche
Tutte e cinque le varietà si caratterizzano per avere un seme di media grandezza e per avere una buccia sottile ed una polpa che sfarinandosi gli conferisce un sapore amarognolo e sapido. Il colore va dal bianco al giallo-verde delle varietà cosiddette gialle. In una recente indagine sulle "Leguminose da granella in Calabria" (2010) condotta in collaborazione con l'ENEA e l'Università degli Studi di Messina ha classificato alcune varietà del fagiolo di Cortale rilevando particolari peculiarità. Tempi di cottura ridotti, specialmente per la Cocò Bianca (60 minuti), e indici di alta digeribilità. Altri studi ed approfondimenti sono in corso da parte del Dipartimento BIOMAA dell'università reggina e da parte dell'Istituto di genetica vegetale del CNR di Bari.

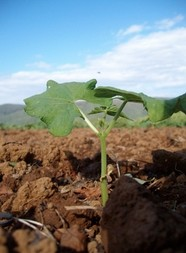
Giovane pianta di fagioli

## Coltivazione

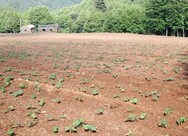
Campo di fagioli di Cortale

La semina viene effettuata a spaglio nel mese di giugno (circa 60-70 kg per ettaro), durante la vegetazione la pianta ha bisogno di un vigoroso sostegno tipicamente di canna o in alternativa di rami di gelso. La raccolta avviene in settembre e per le specie più resistenti e tardive in ottobre. Quando giunge il periodo della raccolta la pianta viene estirpata ed appesa perché si secchi completamente e possa essere agevolmente separata dai frutti. Segue un'accurata selezione dei fagioli che dopo essere stati essiccati possono essere conservati anche per due anni. Durante la conservazione deve essere supervisionata l'eventuale presenza del Tonchio del fagiolo, che può essere neutralizzato congelando i fagioli per qualche tempo causandone la morte. Per tutte le varietà la resa netta per ettaro è di 1 500 kg.

## Preparazione
I tempi di cottura classica (senza pentola a pressione) delle cinque specie variano dai 60 ai 100 minuti. La Cocò gialla e la Cannellina Bianca sono da preferire lesse e condite con olio extra vergine, mentre le altre varietà si prestano ad essere accompagnate dalla pasta. La cottura tradizionale avviene nelle pignatte di terracotta a fuoco lento.